# Ormosia yankovskyi
Ormosia yankovskyi là một loài ruồi trong họ Limoniidae. Chúng phân bố ở miền Cổ bắc.